# Dicranodontium asperulum
Dicranodontium asperulum là một loài Rêu trong họ Dicranaceae. Loài này được (Mitt.) Broth. mô tả khoa học đầu tiên năm 1901.